# Dumitru Radu Popescu
Dumitru Radu Popescu (Váradpósa, 1935. augusztus 19. – Bukarest, 2023. január 2.) – román regényíró, költő, drámaíró, esszéíró, novellák szerzője és kommunista politikus, a Párt Központi Bizottságának tagja (1979–1990).

## Élete
1953 és 1956 között orvosi tanulmányokat folytatott, de három év után ezt elhagyta és a kolozsvári egyetem bölcsészkarára íratkozott be, ahol 1961-ben végzett.
1970 és 1972 között a Tribuna című folyóirat szerkesztőjeként dolgozott; 1969 és 1981 között a kolozsvári írók egyesületének titkára volt. 1982-ben a Contemporanul főszerkesztőjévé nevezték ki. 1981 és 1989 között a Romániai Írószövetség elnöki tisztségét töltötte be. 1997-ben a Román Akadémia levelező tagjává, 1006-ban rendes tagjává választották.

## Munkássága
1953-ban versekkel és prózai művekkel jelentkezett a nagyváradi Crişana című újságban. Első novellakötete 1958-ban jelent meg Fuga [A szökés] címmel, jellemzően falusi témákkal. Zilele săptămînii [A hét napjai] című, 1959-ben kiadott regénye egy kortárs falu hét napját mutatta be. A Vara oletnilor [Oltyánok nyara]] című regénye (1964), illetve Fata de la miazâzi (1964) és Somnul pămîntului (1965) és Dor (1966) című novellagyűjteményei már az érett epikust mutatták. 1969-ben elnyerte a Romániai Írószövetség díját.
Színdarabjai és prózai művei számos országban jelentek meg (Amerikai Egyesült Államok, Anglia, Bulgária, Csehország, Franciaország, India, Japán, Kína,  Lengyelország, Lettország, Litvánia, Macedónia, Magyarország, Németország, Olaszország, Oroszország, Svédország, Szerbia, Szlovákia, Ukrajna).

## Művei

### Prózai kötetei
"Fuga" (1958); "Zilele săptămânii" (1959); "Umbrela de soare" (1962); "Fata de la miazăzi" (1964); "Vara oltenilor" (1964); "Somnul pământului" (1965); "Duios Anastasia trecea" (1967); "Prea mic pentru un război atât de mare" (1969)

### Regényei
"F" (1969); "Cei doi din dreptul Ţebei sau Cu faţa la pădure" (1973); "Vânătoarea regală" (1973); "O bere pentru calul meu" (1974); "Ploile de dincolo de vreme" (1976); "Împăratul norilor" (1976); "Iepurele şchiop" (1981); "Podul de gheaţă" (1982); "Oraşul îngerilor" (1985); "Dumnezeu în bucătărie" (1994); "Truman Capote şi Nicolae Ţic" (1995); "Paolo şi Francesca şi al treisprezecelea apostol" (1998); "Săptămâna de miere" (1999); "Călugărul Filippo Lippi şi călugăriţa Lucrezia Buti" (2000); "Falca lui Cain" (2001); "Întoarcerea tatălui risipitor" (2009)

### Verseskötete
"Câinele de fosfor" (1982)

### Színdarabjai
"Aceşti îngeri trişti" (1970, pentru care a primit Premiul "I.L. Caragiale" al Academiei Române); "Piticul din grădina de vară" (1972); "Teatru" (1974); "9" (1981); "Rezervaţia de pelicani" (1983); "Moara de pulbere" (1987); "Mireasa cu gene false" (1994); "Dragostea e ca şi o râie" (1995); "B. Stoker şi Contele Dracula" (2000); "O batistă în Dunăre" (2001); "Anglia" (2003); "Săptămâna cu o mie şi una de nopţi" (2003); "Cucul de fier" (2004); "Ştefan cel Mare" (2004); "Nopţile săptămânii" (2005); "Domnul Fluture şi doamna Fluture" (2006); "Un elefant se legăna pe o pânză de păianjen" (2007); "Diavolul aproximativ" (2008); "Epistola către englezi" (2009); "Paznicul de la depozitul de nisip"

### Esszékötetei
"Virgule" (1978); "Galaxia Grama" (1984); "Complexul Ofeliei" (1998); "Actori la curtea prinţului Hamlet" (1999); "Dudul lui Shakespeare" (2001); "Puşca lui Caragiale" (2002).

### Műfordításai
Fodor Sándor: Csipike, a boldog óriás; Csipike és Kukucsi; Csipike, a gonosz törpe; Nagy István: Özönvíz előtt

### Forgatókönyvei
"Un surâs în plină vară" (1963), "La porţile pământului" (1965); "Balul de sâmbătă seara" (1969); "Prea mic pentru un război atât de mare" (1969); "Păcală" (1974); "Duios Anastasia trecea" (1979); "Zbor planat" (1979); "Mireasa din tren" (1980); "Fructe de pădure" (1981); 0"Căruţa cu mere" (1982, ); "Nelu"; "Pasărea paradisului"; "Rochia albă de dantelă" (1989); "Turnul din Pisa"; "Triunghiul morţii"; "13"

## Fordítás
- Ez a szócikk részben vagy egészben  a   Dumitru Radu Popescu című lengyel Wikipédia-szócikk fordításán alapul.  Az eredeti cikk szerkesztőit annak laptörténete sorolja fel. Ez a jelzés csupán a megfogalmazás eredetét és a szerzői jogokat jelzi, nem szolgál a cikkben szereplő információk forrásmegjelöléseként.